# Годуша (Бијело Поље)
Годуша је насеље у општини Бијело Поље у Црној Гори. Према попису из 2003. било је 481 становника (према попису из 1991. било је 625 становника).

## Демографија
У насељу Годуша живи 358 пунолетних становника, а просечна старост становништва износи 34,7 година (33,6 код мушкараца и 35,9 код жена). У насељу има 98 домаћинстава, а просечан број чланова по домаћинству је 4,91.
Ово насеље је углавном насељено Муслиманима (према попису из 2003. године), а у последња три пописа, примећен је пад у броју становника.
|  |

| Демографија | Демографија | Демографија |
| Година      | Становника  | Становника  |
| ----------- | ----------- | ----------- |
|             |             |             |
|             |             |             |
|             |             |             |
|             |             |             |
| 1948.       | 872         |             |
| 1953.       | 949         |             |
| 1961.       | 957         |             |
| 1971.       | 927         |             |
| 1981.       | 879         |             |
| 1991.       | 625         | 623         |
| 2003.       | 792         | 481         |
|             |             |             |

| Етнички састав према попису из 2003.‍ | Етнички састав према попису из 2003.‍ | Етнички састав према попису из 2003.‍ | Етнички састав према попису из 2003.‍ | Етнички састав према попису из 2003.‍ |
| ------------------------------------ | ------------------------------------ | ------------------------------------ | ------------------------------------ | ------------------------------------ |
|                                      |                                      |                                      |                                      |                                      |
| Муслимани                            | Муслимани                            |                                      | 322                                  | 66,94%                               |
| Бошњаци                              | Бошњаци                              |                                      | 153                                  | 31,80%                               |
| Срби                                 | Срби                                 |                                      | 1                                    | 0,20%                                |
| непознато                            | непознато                            |                                      | 2                                    | 0,41%                                |

| Година пописа     | 1948. | 1953. | 1961. | 1971. | 1981. | 1991. | 2003. |
| ----------------- | ----- | ----- | ----- | ----- | ----- | ----- | ----- |
| Број домаћинстава | 127   | 136   | 137   | 138   | 123   | 128   | 108   |

| Број чланова      | 1  | 2  | 3  | 4 | 5  | 6  | 7  | 8  | 9 | 10 и више | Просек |
| ----------------- | -- | -- | -- | - | -- | -- | -- | -- | - | --------- | ------ |
| Број домаћинстава | 98 | 10 | 14 | 8 | 10 | 11 | 17 | 14 | 7 | 4         | 3      |

| Пол    | Укупно | Неожењен/Неудата | Ожењен/Удата | Удовац/Удовица | Разведен/Разведена | Непознато |
| ------ | ------ | ---------------- | ------------ | -------------- | ------------------ | --------- |
| Мушки  | 203    | 92               | 100          | 9              | 1                  | 1         |
| Женски | 168    | 42               | 102          | 23             | 1                  | 0         |
| УКУПНО | 371    | 134              | 202          | 32             | 2                  | 1         |

| Пол    | Укупно                    | Пољопривреда, лов и шумарство | Рибарство                            | Вађење руде и камена | Прерађивачка индустрија       |
| ------ | ------------------------- | ----------------------------- | ------------------------------------ | -------------------- | ----------------------------- |
| Мушки  | 107                       | 72                            | 0                                    | 0                    | 3                             |
| Женски | 26                        | 20                            | 0                                    | 0                    | 0                             |
| УКУПНО | 133                       | 92                            | 0                                    | 0                    | 3                             |
| Пол    | Производња и снабдевање   | Грађевинарство                | Трговина                             | Хотели и ресторани   | Саобраћај, складиштење и везе |
| Мушки  | 0                         | 7                             | 0                                    | 0                    | 3                             |
| Женски | 0                         | 0                             | 1                                    | 0                    | 1                             |
| УКУПНО | 0                         | 7                             | 1                                    | 0                    | 4                             |
| Пол    | Финансијско посредовање   | Некретнине                    | Државна управа и одбрана             | Образовање           | Здравствени и социјални рад   |
| Мушки  | 0                         | 0                             | 2                                    | 7                    | 0                             |
| Женски | 0                         | 0                             | 0                                    | 4                    | 0                             |
| УКУПНО | 0                         | 0                             | 2                                    | 11                   | 0                             |
| Пол    | Остале услужне активности | Приватна домаћинства          | Екстериторијалне организације и тела | Непознато            | Непознато                     |
| Мушки  | 6                         | 0                             | 0                                    | 7                    | 7                             |
| Женски | 0                         | 0                             | 0                                    | 0                    | 0                             |
| УКУПНО | 6                         | 0                             | 0                                    | 7                    | 7                             |